# 希爾羅金
希爾羅金，Hyrrokin。是北歐神話中的一名女山巨人。名字的意思有「火煙」（Fire-Smoked）之意，大概是火煙的擬人化。
她出現在《散文埃達》描述巴德爾（Balder）之死的故事中。當受到愛戴的光明之神巴德爾死亡後，巴德爾的妻子南娜（Nanna）因為心碎過度也死了。諸神將巴德爾和南娜的屍體放在靈舡上，和其他送葬品都一起放入船中。但是大船太重了，諸神們推不動，旁邊觀禮的巨人建議他們找女巨人希爾羅金，希爾羅金騎著一匹以毒蛇作為韁繩的狼從約頓海姆（Jothuheim）趕來幫忙，船終於下水。索爾舉鎚點火，完成葬禮。